# FIFA 23
《FIFA 23》是美國艺电（EA）发行的一款足球模拟游戏。这是EA Sports開發的FIFA系列的第30部作品，也是FIFA旗下的最後一部作品，於2022年9月30日在全球發布，可在PC、任天堂Switch、PlayStation 4、PlayStation 5、Xbox One、Xbox Series X/S和Google Stadia上進行遊玩。
《FIFA 23》是EA和国际足球联合会（FIFA）合作的遊戲。因為合約即將到期，EA未來包含FIFA名稱的足球遊戲將以《EA Sports FC》的名稱命名。

## 特色

### 跨平台
《FIFA 23》具有獨特的跨平台遊戲機制。 可在FIFA Ultimate Team (FUT) Division Rivals（不包括合作模式）、FUT Champions、FUT Ultimate Online Draft、FUT Online Friendlies（不包括 Co-Op）、FUT Play a Friend、Online Friendlies、Online Seasons（不包括Co-Op）中使用-Op Seasons）和虚拟德甲联赛模式中使用跨平台機制。跨平台仅限于属于同一代的家机。例如，PlayStation 4上的玩家可以与Xbox One上的玩家一起玩，但不能与PlayStation 5或Xbox Series X/S上的玩家遊玩。Pro Clubs模式将不支持跨平台連線遊玩。从跨平台連線遊玩的機制中移除 Pro Clubs的决定受到了FIFA社群的批评。

### HyperMotion2 技術
該遊戲具有被稱為“HyperMotion2”的功能，這是一個比賽捕捉系統，通過機器學習現實生活中的足球比賽來創建超過 6,000 個遊戲內動畫。Technical Dribbling使用所謂的Active Touch系統來改善足球運動員的控球路徑，並提高球員的轉身和運球能力、提高反應速度。這兩個系統都是當前版本（即PS5、Xbox Series X/S、Stadia和PC）獨有的。

### 世界盃模式
FIFA 23同時擁有男子和女子世界杯比賽模式，參考了2022年FIFA世界杯和2023年FIFA女足世界杯。
2022年FIFA世界杯模式於11月9日發布，適用於除Nintendo Switch Legacy Edition之外的所有平台。該模式僅包含八個體育場中的兩個：巴伊特体育场和卢赛尔体育场。該模式還包含有資格參加2022年世界杯的32支球隊，以及其他15支沒有晉級的國家隊：奧地利、中國、捷克共和國、芬蘭、匈牙利、冰島、意大利、新西蘭、北愛爾蘭、挪威、愛爾蘭共和國、羅馬尼亞、蘇格蘭、瑞典和烏克蘭。
2023年FIFA女足世界杯则于2023年6月27日发布，涵盖32支决赛圈球队。

### 新英雄球員
《FIFA 23》在與漫威（Marvel）的獨家交易中，延用了《FIFA 22》的現有英雄收藏並增加了21位新英雄，其中包括：、拉斐爾·馬爾克斯、托马斯·布罗林、朴智星、Włodzimierz Smolarek、赛义德·奥维兰和。

### 新增新傳奇球星和移除某些舊傳奇球星
FIFA 23 在其球員系列中新增了三位傳奇球星，分别是、和。EA Sports发布的球員列表中缺少了8个之前添加的傳奇球星。、和已從FIFA 23的傳奇球星列表中移除。

### 女子俱樂部
本作是系列中首個加入女子足球俱乐部的遊戲。英格蘭足球總會女子超級聯賽和法國甲組女子足球聯賽在遊戲推出时就被包括在内，以后还计划增加更多的女子足球联赛。為切尔西女足效力的薩姆·克爾成為第一位登上比賽全球封面的女足運動員。2022年10月18日，EA Sports宣佈將歐足聯女子冠軍聯賽納入2023年釋出的比賽。

### 內容
FIFA 23包含30多個聯賽、100多個體育場、700多家俱樂部和19000多名球員。羅馬、亞特蘭大、拉齊奧和那不勒斯因為與競爭對手eFootball的協議，沒有出現在FIFA 23中，而是分別被稱為羅馬FC（Roma FC）、貝加莫（Bergamo Calcio）、拉提姆（Latium）和那不勒斯FC（Napoli FC）替代。遊戲保留了球員的肖像，但球會官方會徽、球衣和體育場被EA Sports所獨立設計或是以通用體育場所取代。 由於EA和J.League為期六年的合作伙伴關係即將結束，比賽不再以J1聯賽的球隊為主角。此外，幾乎所有的拉丁美洲聯賽都被排除在比賽之外，只剩下阿根廷足球甲級聯賽；與南美解放者杯和南美杯比賽的球隊也仍然存在。另一方面在過去的三部作品中也同樣沒有出現，因此被稱為皮埃蒙特的球隊尤文圖斯，在本作則以實名出現。拜仁慕尼黑和巴塞罗那有球員和球衣的版權，但沒有體育場版權，因此在普通體育場踢球。遊戲又有特別收錄出自Apple TV+系列劇中的虛構俱樂部AFC里士滿和他們的體育場納爾遜路。
遊戲中新增的新體育場包括PSV埃因霍溫的主場飛利浦球場，弗賴堡的主場欧洲公园体育场，洛杉磯FC的主場加州銀行體育場，以及曼城女子隊的主場學院體育場。本作也新增了在過去幾部作品由於版權問題而一直沒有出現的尤文圖斯球場。諾丁漢森林的主場城市足球場則在發售後透過更新新增。

## 評價
據Metacritic稱，FIFA 23獲得了“普遍好评”。

## 争议
- 2023年1月20日，《FIFA 23》更新任务名为“韩国农历新年”，此举引发中国大陆玩家不满。[30]